# 鉱物&カフェ Mineral Muru
鉱物&カフェ Mineral Muru（ミネラルムール）は株式会社ワンダーマインが運営する、兵庫県伊丹市にある、天然石・鉱物・宝石・隕石・化石の販売とワークショップを行う複合カフェである。鉱物学に基づいた専門的な品揃えと、石の魅力を身近に楽しめる空間づくりが特徴である。通称「鉱物カフェ」「みねむる」。
コンセプトは「地球が46億年かけて生み出した自然の芸術品「鉱物」と触れ合えるユニークなカフェ」。宝石の名前を冠したオリジナルブレンドコーヒーや、誕生石をモチーフにしたドリンクなどを提供している。
店舗では、世界各地から収集された鉱物標本や宝石を展示・販売するほか、オーダーメイドのジュエリー制作、子ども向けの科学実験、出張ワークショップなども開催している。カフェでは、鉱物をテーマにしたドリンクやスイーツを提供し、視覚・味覚の両面から「鉱物を楽しむ」体験を提供している。
2021年よりKADOKAWA出版　やませちか著「宝石商のメイド」の監修を手がけ、2024年8月には阪神梅田本店でのコラボカフェを開催。

## 概要
2021年3月-兵庫県伊丹市、稲野駅前に開業
2021年-KADOKAWA出版 やませちか著「宝石商のメイド」監修
2022年１月-阪神梅田本店にて「宝石商のメイド展」×「麗しき鉱物展」を開催
2023年12月-伊丹市食品ロス削減協力店認定
2024年１月-NHK放送 えぇトコにてご当地「たみまるレモンバーガー」紹介
2024年８月-阪神梅田本店にて大規模鉱物販売イベント「阪神鉱物コレクション」「宝石商のメイドコラボカフェ」開催
2024年９月-よ〜いドン！「となりの人間国宝さん」認定
2024年12月-京大ゼミナール久保塾にて宝石万華鏡ワークショップ開催
2025年１月-大阪天満ガーデンGarden Loungeにて「TRAVEL -GEMS and MINERALS-」「新春鉱物オフ会」開催
2025年１月-博多阪急にて「野野野！？ハンターの好奇な世界」登録者40万人超えYoutuber「野食ハンター」 茸本朗、クレイジージャーニー出演「植物ハンター」長谷圭祐と共に、鉱物ハンターとして招致。
2025年７月-グランフロント大阪 うめきたSHIPホールにて「鉱物コレクションJMC」「語れ！繋がれ！ゆるっと鉱物オフ会」開催
石ふしぎ大発見展、なごや石フェス、ミネラルザワールド石おもしろ会、ミネラルマルシェなど全国のミネラルショーへ出展。石ゴリラ、TRAVEL-GEMS and MINERALSなどのグループ展も開催。

## ご当地「たみまるレモン」商品
伊丹市の特産品「たみまるレモン」とのコラボレーションにも力を入れており、地域の魅力を活かしたオリジナル商品「ご当地たみまるレモンバーガー」や「たみまるレモンスカッシュ」などを展開。菊川怜、相武紗季 、円広志などの著名人にも賞味されている。
2024年1月18日放送　NHK えぇトコ「銘酒が生んだ!粋な名品はしご旅〜兵庫 伊丹市〜」紹介
2024年9月16日放送　関西テレビ よ〜いドン！「となりの人間国宝さん」

## 宝石珈琲・紅茶ドリップ
宝石珈琲は、「鉱物&カフェ Mineral Muru」が提供するオリジナルブレンドのコーヒーシリーズで、富士山の溶岩石で焙煎した豆を使用し、各ブレンドに鉱物や宝石の名前を冠しているのが特徴である。名前のみならず、味わいや香りの個性も宝石のイメージに基づいて調整されており、カフェ店内での提供に加え、ドリップバッグとしての販売も行われている。
- サファイア（マイルドブレンド）　穏やかな口当たりとまろやかな余韻が広がる、気品ある一杯。
- ルビー（ストロングブレンド）　深みのあるコクと力強い苦味が際立つ、情熱的な味わい。
- エメラルド（アメリカンブレンド）　軽やかでクリアな飲み口、日常に寄り添う爽やかな珈琲。
- タンザナイト（アロマブレンド）　豊かな香りと複雑な風味が織りなす、幻想的な余韻。
- アレキサンドライト（ホット＆アイスブレンド）　温度で表情を変える、二面性を楽しめるブレンド。
- ダイヤモンド（アイス）　アイスコーヒー専用ブレンド。暑い季節にゴクゴク飲める美味しさ。

宝石紅茶は、各茶葉本来の個性を引き出す、香り高いシングルオリジンのセイロンティーを使用している。こちらは鉱物名と紅茶の水色を合わせ、パッケージデザインには宝石モチーフが使用されており、視覚的にも楽しめる仕様となっている。
宝石紅茶は、各茶葉本来の個性を引き出す、香り高いシングルオリジンのセイロンティーを使用している。こちらは鉱物名と紅茶の水色を合わせ、パッケージデザインには宝石モチーフが使用されており、視覚的にも楽しめる仕様となっている。
- ガーネット（ディンブラ）　花のような香りとバランスのとれた渋みが心地よい、紅茶の王道。
- アンダルサイト（ロイヤルウバ）　爽快なメントール香と上質な渋みが広がる、ミルクティー向けの紅茶。
- スファレライト（ヌワラエリヤ）　緑茶にも似た爽やかさと繊細な香りが特徴の高地紅茶。

- ヒスイ（丹波篠山緑茶）　旨みと清涼感が調和した、日本茶の奥深さを感じる一杯。

## 理科実験ワークショップ
子どもから大人まで楽しめる多彩な体験型ワークショップを定期的に開催している。内容は鉱物学や地球科学を身近に感じられるものが多く、教育的な側面と創作の楽しさを兼ね備えている。 
代表的なプログラムとして、天然の水晶ジオードをハンマーで割る「水晶ジオードクラッキング」や、鉱物を砕いて岩絵の具を作る「岩絵の具作り」、宝石さざれを入れ込んだ「宝石万華鏡作り」、トルマリンの結晶を使って色彩理論を学ぶ「トルマリン色相環作り」などがある。 また、装飾性の高い作品を作る「鉱物テラリウム」や「鉱物柄ステンシル」、分類と観察を楽しむ「鉱物仕分け体験」も人気を集めている。さらに、理科実験的な要素を取り入れた「ビスマス骸晶実験」や「フローライト加熱蛍光実験」では、鉱物の性質を視覚的に学ぶことができる。 研磨体験としては、天然フローライトや若年琥珀を手作業で磨き上げる「フローライト手磨き体験」「コパル手磨き体験」も行われており、完成した作品は持ち帰ることができる。なお、これらのワークショップは店舗常設のものに加え、催事限定で実施される内容もあるため、最新情報は随時発信される告知を確認する必要がある。

## 営業時間
- 営業時間：10:00-18:00[20]
- 定休日：毎週月曜日 （催事出張に伴う不定休あり）

## 交通アクセス
- 阪急電鉄伊丹線稲野駅より徒歩0分
- JR福知山線猪名寺駅より徒歩8分